# 백선일
백선일(1988년 ~ )은 대한민국 KBS 41기 아나운서이다. 대전광역시 출신이다.

## 학력
- 한남대학교 영어영문학과 학사

## 경력
- 2012년 : 대전방송 기상캐스터
- 2014년 : KBS청주방송총국 충청강원권 41기 공채 아나운서

## 진행

### TV
- 2012년 : TJB 《TJB 8 뉴스 - 기상 정보》
- 2012년 : TJB 《TJB 생방송 투데이》
- 2012년 : TJB 《여자가 좋다 스페셜》
- 2014년 : KBS청주 1TV 《생방송 지금 충북은》
- 2014년 : KBS청주 1TV 《KBS 뉴스 9 청주》
- 2014년 : KBS청주 1TV 《아름다운 충북 아름다운 사람들》[1]
- 2017년 : KBS본사 1TV 《아침마당》월요토크쇼 베테랑 <전국팔도의 베테랑 아나운서> 7940회 (출연취소)
- 2018년 : KBS청주 1TV 《KBS 뉴스 7 청주》
- 2021년 : KBS청주 1TV 《KBS 뉴스 7 충북》

### 라디오
- KBS 제1라디오 6시 뉴스(보도, 월-금,18:05~18:10/토-일,18:00~18:05)(진행 백선일)
- KBS 제1라디오 3시 뉴스(보도, 월-금,15:00~15:05)(진행 백선일)
- KBS 제2라디오 《16시 뉴스》 (보도,매일,16:00~16:05)
- 생생충북 (시사 월-금,11:10~11:40)(진행 백선일)

1. ↑  KBS 본사 1TV에서도 <KBS 네트워크 특선> 프로그램 에서도 본사 송출로 내보내고 있다.